# ناحیه گریم، میشیگان
ناحیه گریم (به انگلیسی: Grim Township) یک منطقهٔ مسکونی در ایالات متحده آمریکا است که در شهرستان گلدوین، میشیگان واقع شده است. ناحیه گریم ۱۸۵٫۰ کیلومتر مربع مساحت و ۱۲۹ نفر جمعیت دارد و ۲۳۰ متر بالاتر از سطح دریا واقع شده است.